# Iredalea macleayi
Iredalea macleayi is een slakkensoort uit de familie van de Drilliidae. De wetenschappelijke naam van de soort is voor het eerst geldig gepubliceerd in 1876 door Brazier.